# 布施祐仁
布施 祐仁（ふせ ゆうじん、1976年 - ）は、日本のフリージャーナリスト。

## 来歴
東京都生まれ。北海道大学経済学部卒業後、2001年より日本平和委員会機関紙『平和新聞』の編集に携わり、のち編集長に就任。2021年退任。
自衛隊南スーダン派遣部隊が作成した日報について、2016年9月30日に防衛省に情報開示請求をおこなったが、「文書不存在により不開示」とされTwitterで疑問を示したことから、自衛隊日報問題が表面化するきっかけをつくった。
2018年10月、三浦英之との共著『日報隠蔽―南スーダンで自衛隊は何を見たのか』で石橋湛山記念早稲田ジャーナリズム大賞（草の根民主主義部門）を受賞した。

## 著書

### 単著
- 『北の反戦地主川瀬氾二の生涯―矢臼別演習場のど真ん中で生ききった!』高文研、2009年6月
- 『日米密約 裁かれない米兵犯罪』岩波書店、2010年4月
- 『災害派遣と「軍隊」の狭間で―戦う自衛隊の人づくり』かもがわ出版、2012年7月
- 『ルポ イチエフ――福島第一原発レベル7の現場』岩波書店、2012年9月
- 『経済的徴兵制』集英社新書、集英社、2015年11月
- 『自衛隊海外派遣 隠された「戦地」の現実』集英社新書、集英社、2022年4月
- 『日米同盟・最後のリスク なぜ米軍のミサイルが日本に配備されるのか』創元社、2022年5月
- 『従属の代償 日米軍事一体化の真実』講談社現代新書、講談社、2024年9月

### 共著
- 丸山重威・伊東達也・舘野淳・崎山比早子・塩谷喜雄・布施祐仁『これでいいのか福島原発事故報道―マスコミ報道で欠落している重大問題を明示する』あけび書房、2011年5月
- 伊勢崎賢治・布施祐仁『主権なき平和国家―地位協定の国際比較からみる日本の姿』集英社クリエイティブ、2017年10月
- 布施祐仁・三浦英之『日報隠蔽―南スーダンで自衛隊は何を見たのか』集英社、2018年2月
- 伊藤真、神原元、布施祐仁『9条の挑戦』大月書店、2018年11月。

## 出演

### ウェブ番組
- デモクラシータイムス（YouTube）
- のりこえねっとTube（YouTube）
- No Hate TV（YouTube）
- UIチャンネル 東アジア共同体研究所（YouTube）
- エアレボリューション（ニコニコ生放送）

### ラジオ
- 大竹まこと ゴールデンラジオ!（文化放送）